# Nafría de Ucero
Nafría de Ucero település Spanyolországban, Soria tartományban. Nafría de Ucero Fuentearmegil, Santa María de las Hoyas, Casarejos, Herrera de Soria, Ucero, Valdemaluque és Burgo de Osma-Ciudad de Osma községekkel határos. Lakosainak száma 36 fő (2024).

## Népesség
A település népessége az elmúlt években az alábbi módon változott:
| Lakosok száma | 84   | 80   | 76   | 58   | 46   | 40   | 33   | 36   | 31   | 36   |
|               | 2001 | 2004 | 2007 | 2009 | 2012 | 2014 | 2017 | 2019 | 2022 | 2024 |